# موزه تاریخی سرمینتو
موزه تاریخی سرمینتو یا سارمینتو (به انگلیسی: Sarmiento historic museum)، واقع در محله بوئنوس آیرس آرژانتین، موزه‌ای است که به تاریخ آرژانتین و به ویژه زندگی نسل دهه ۸۰ و زندگی رئیس‌جمهور دومینگو فاوستینو سارمینتو، یک نویسنده و شخصیت سیاسی که بین سال‌های ۱۸۶۸ و ۱۸۷۴ رئیس‌جمهور آرژانتین بود، اختصاص دارد. بخش‌هایی نیز وجود دارند که آثار ادبی نیکولاس آوللاندا، جانشین ریاست‌جمهوری وی و انقلاب ناشی از انقلاب بوئنوس آیرس در سال ۱۸۸۰ را نشان می‌دهند، زمانی که دولت ملی مجبور شد محل خود را در مرکز شهر بوئنوس آیرس رها کند و به ساختمانی که امروزه موزه در بلگرانو واقع شده‌است نقل‌مکان کند.

## تاریخچه

### بنای ساختمان
این ساختمان شهری به سبک ایتالیایی است که در سال ۱۸۷۳ توسط خوان آنتونیو بوشچیاززو، از معماران قرن نوزدهم میلادی بود که توسط برناردینو ریوداویا به آرژانتین آورده شده بود. در آن زمان، زمانی که آن‌ها مجبور شدند بوئنوس آیرس را ترک کنند، قوه مجریه و قوه قضاییه، دولت فدرال را در خود جای داد. کنگره ملی، زمانی که بوئنوس آیرس پایتخت این کشور را به عنوان پایتخت کشور اعلام کرد، در بزرگ‌ترین جلسه خود دیدار کرد. در پایان جنگ داخلی، قانون فدرال سازی در این ساختمان امضا شد. به دلیل این رویداد، این بنا یک اثر تاریخی ملی اعلام شد.

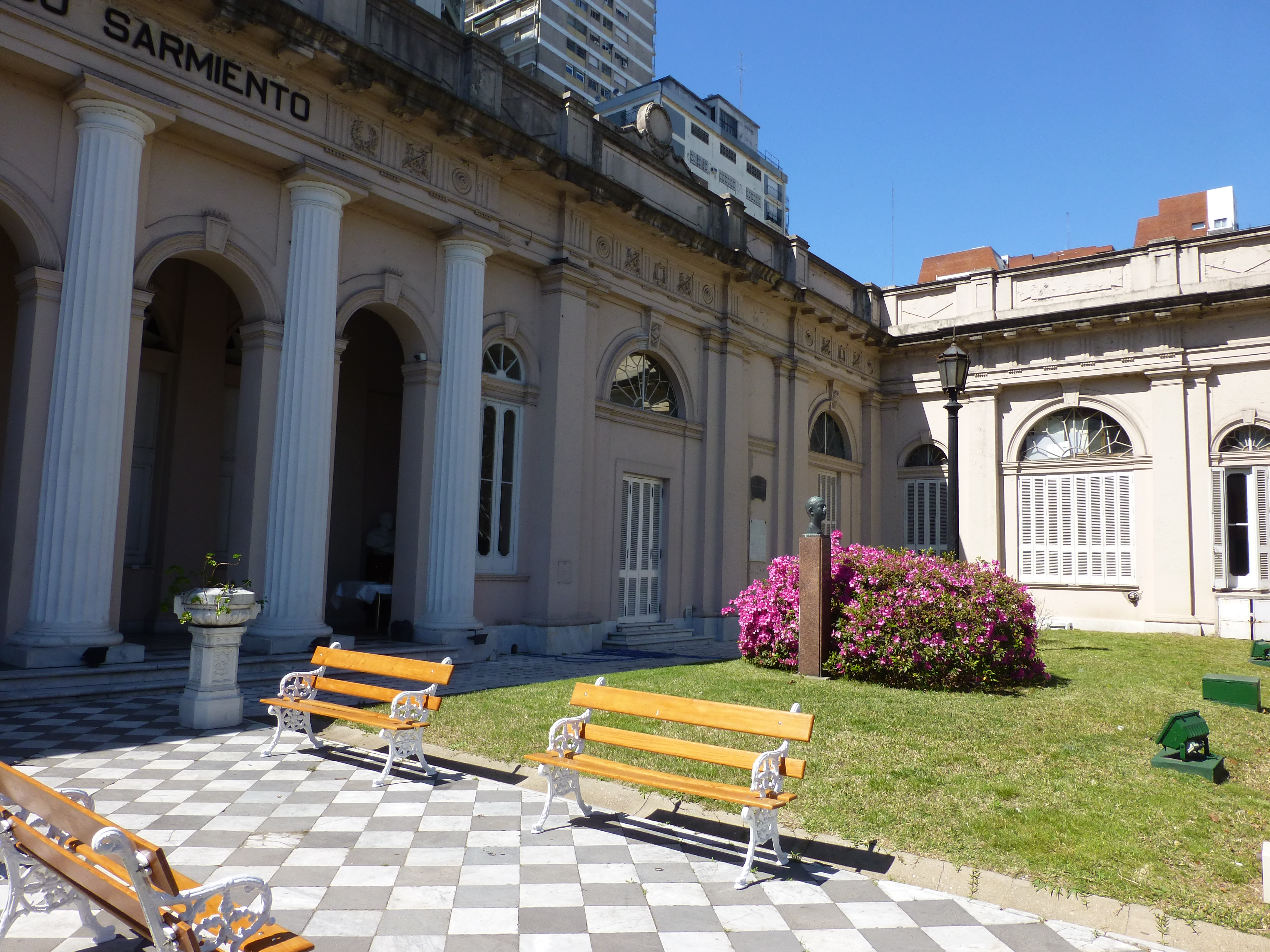
نمای حیاط بیرونی بنای موزه

در سال ۱۹۳۸، در پنجاهمین سالگرد مرگ سارمینتو، دولت فدرال آن را به عنوان یک موزه اختصاص داد. در ۲۸ ژولای همان سال، این عمارت پس از پیشنهاد رئیس وقت کمیسیون موزه‌های تاریخی ریکاردو لون، با حکم ریاست جمهوری روبرتو مارسلینو اورتیز رئیس‌جمهور وقت اختصاص داده شد.

### مجموعه
موزه برخی از وسایل سارمینتو، را که طبق قانون شماره ۱۲۵۵۶ تنظیم شده‌است، نشان می‌دهد. در سال ۱۹۱۳ نوه‌هایش چیزهای دیگری از او را به مجموعه او اهدا کردند. مجموعه این موزه شامل مبلمان و مجموعه‌های مختلفی از کارد و چنگال است که توسط رئیس‌جمهور در طی سفرهایش به دست آمده‌است. 

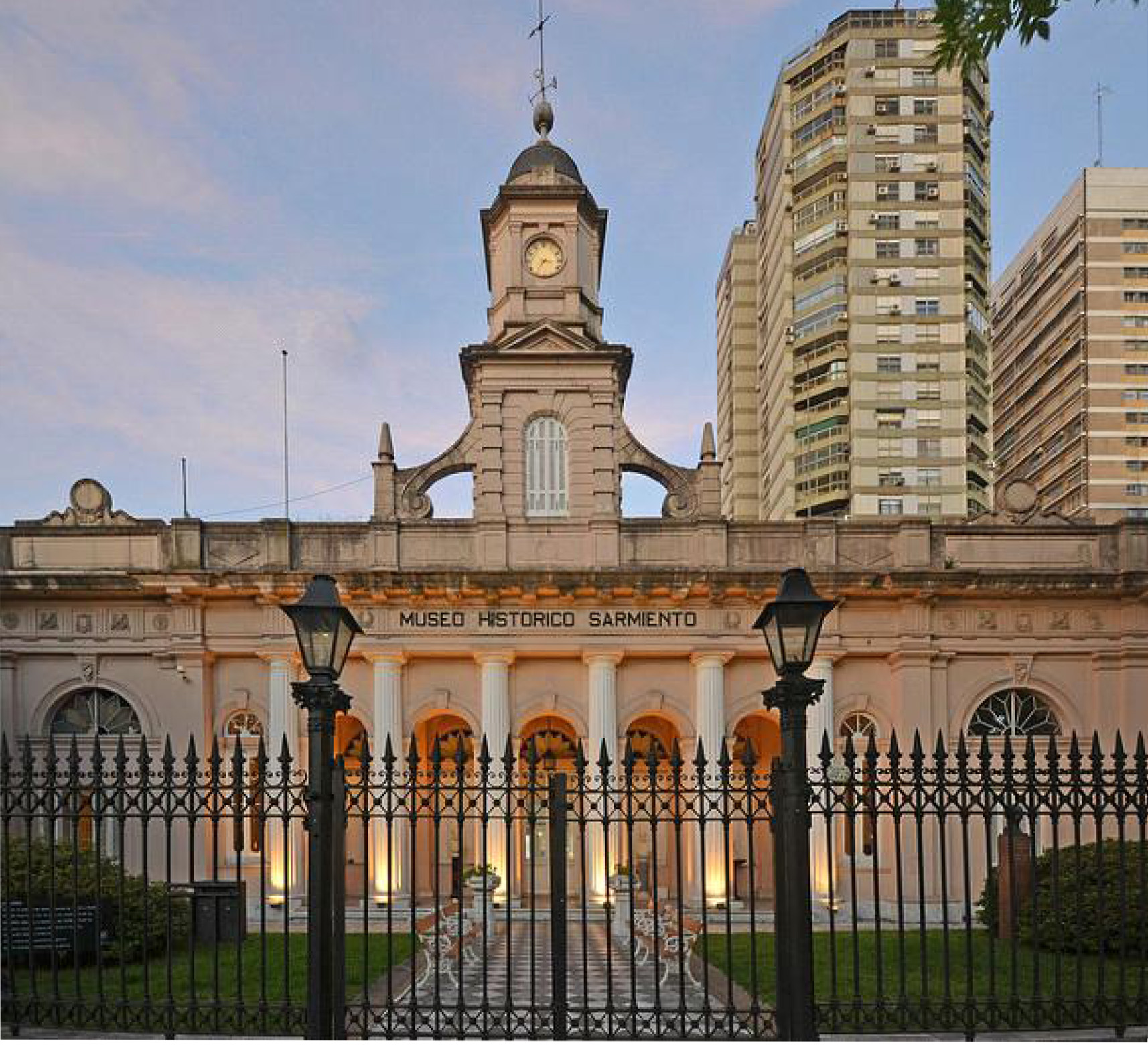
ساختمان موزه تاریخی سرمینتو درمنطقه بوینوس آیرس آرژانتین

## اتاق‌ها

### اتاق سارمینتو

#### اتاقهایی که برای نمایشگاه‌های موقت استفاده می‌شد
تصویر پرتره‌ای از سارمینتو که توسط نوه‌اش یوجینا بلین سرمینتو کشیده شده‌است، دارد و ویترین‌هایی با اشیاء مختلف از کاربرد روزانه.

#### اتاق خواب
این اتاق دوره‌ای از ۱۸۱۱ تا ۱۸۴۱ را به ترتیب زمانی نشان می‌دهد. این مجموعه شامل اثاثیه دوران ویکتوریا از خانه اش در بوئنوس آیرس می‌باشد.

#### ناهارخوری
پرتره دیگری از رئیس‌جمهور توسط نوه اش، یوجینا بلین سرمینتو به علاوه برخی اشیاء شخصی.

#### اتاق فاکوندو (اتاق کار هنری مخصوص)
این اتاق یادبود کار کتاب فاکوندو: تمدن و بربریت نوشته شده توسط سرمینتو است که به نمایش نسخه‌های قدیمی و سایر نسخه‌ها به دیگر زبان‌ها را نشان می‌دهد.

## گالری تصاویر

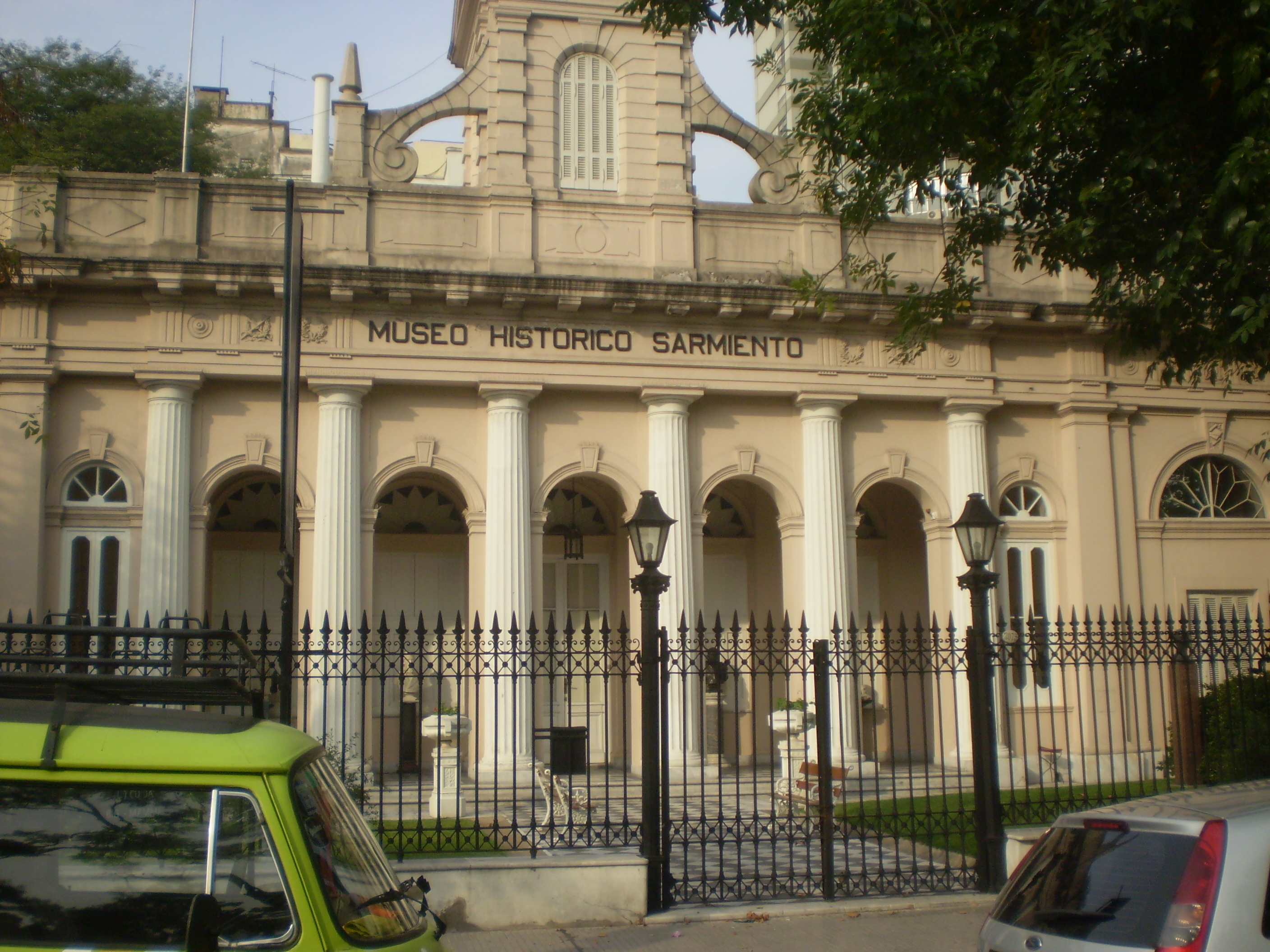
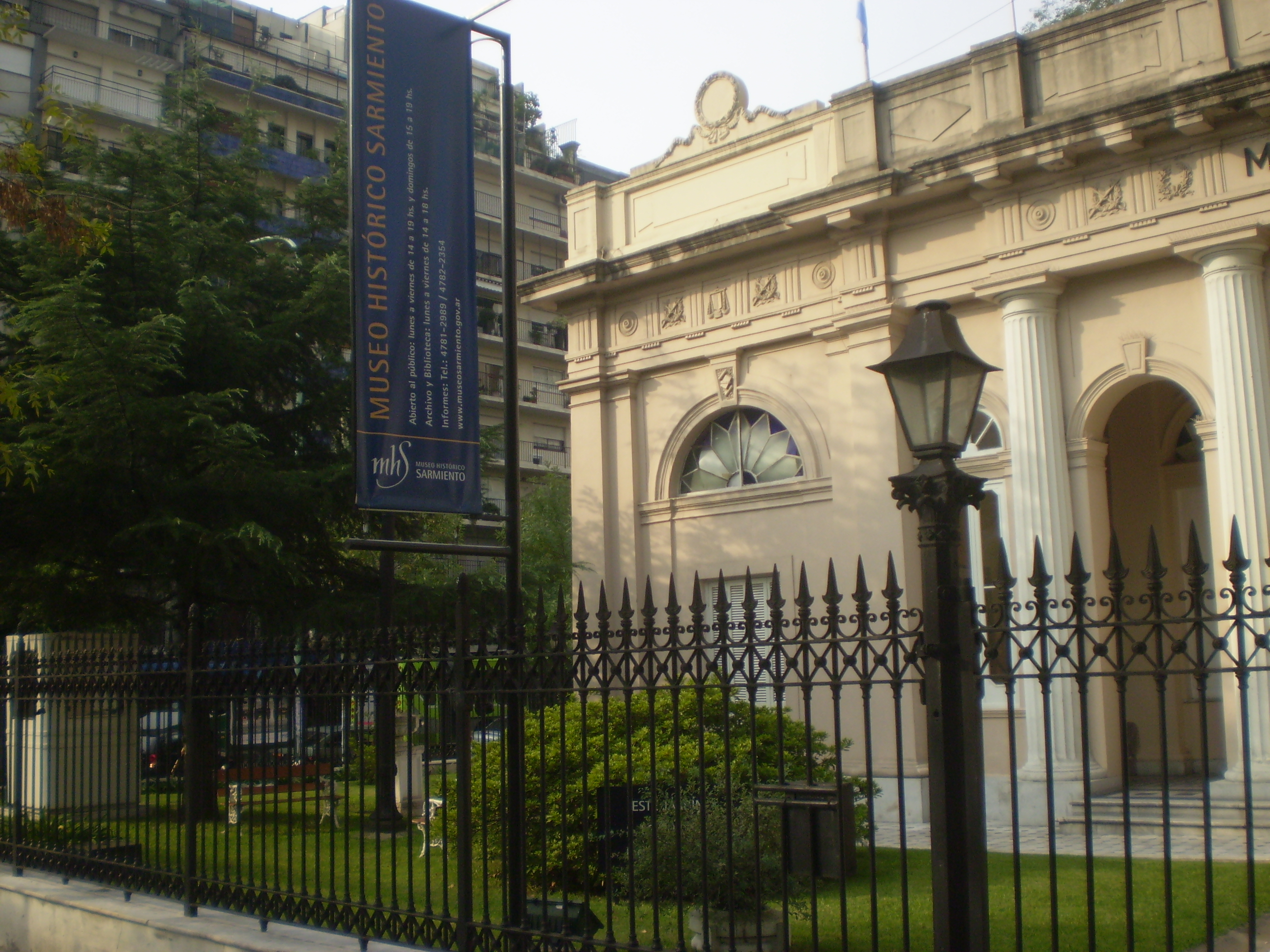
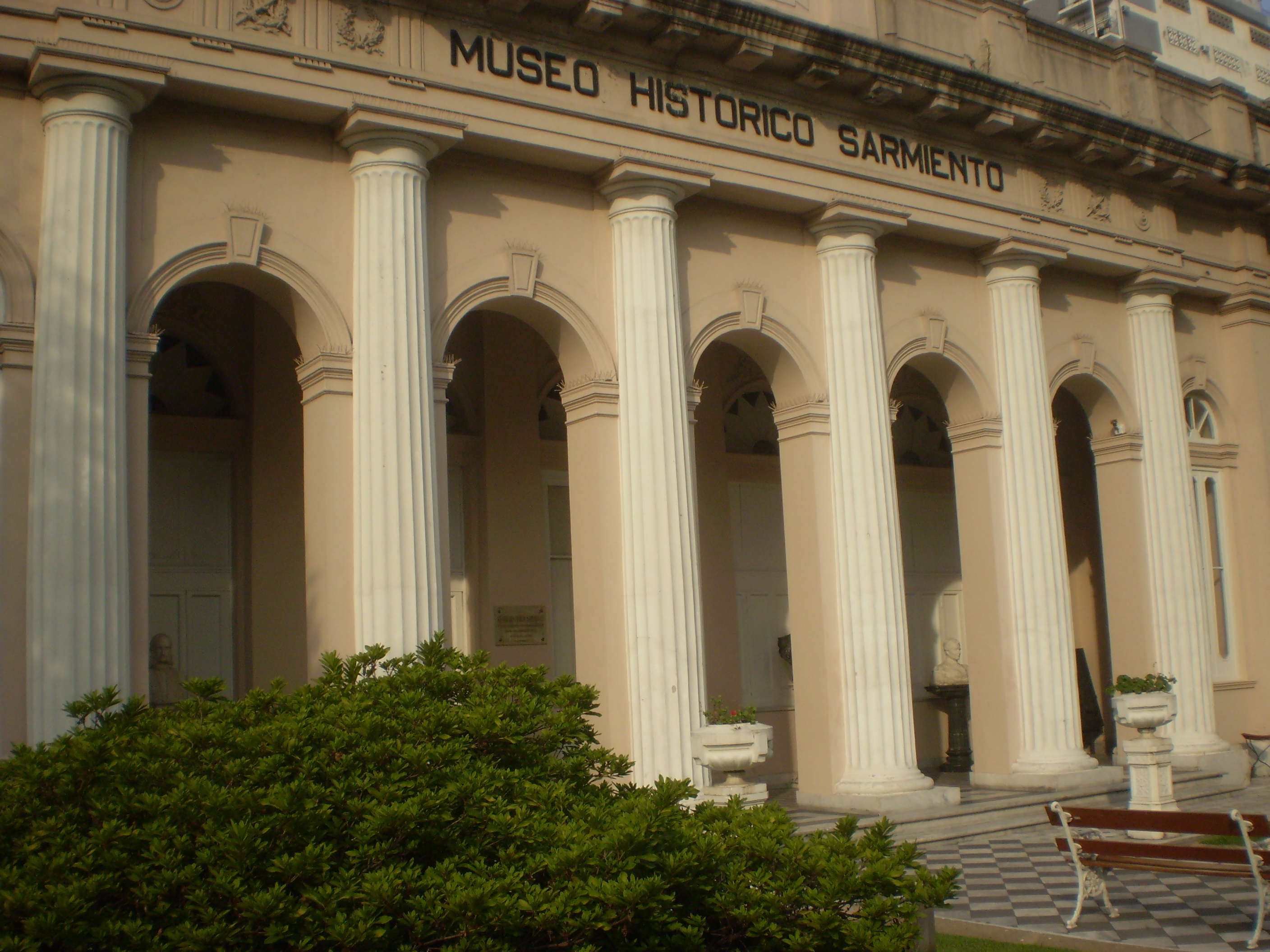
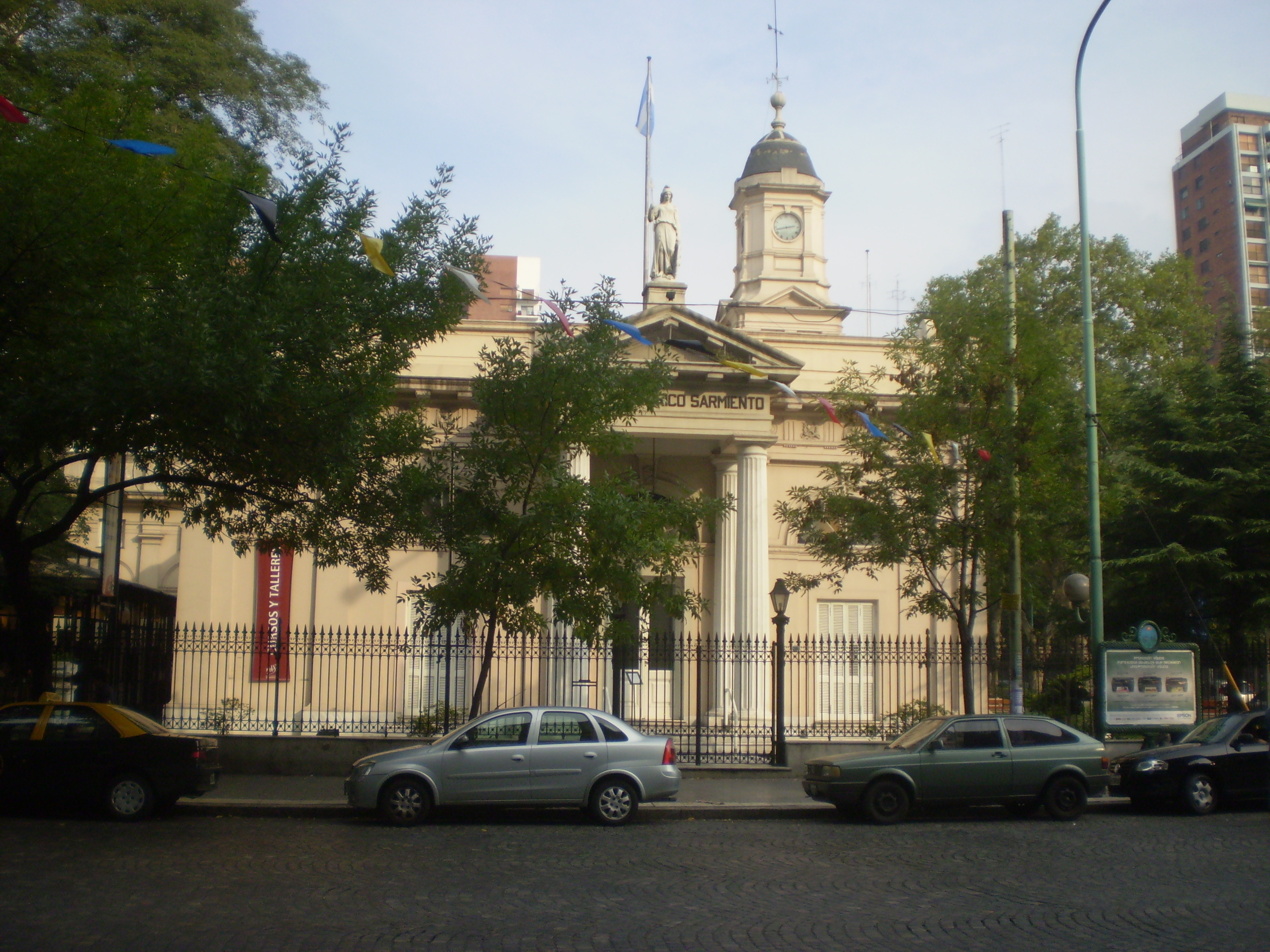
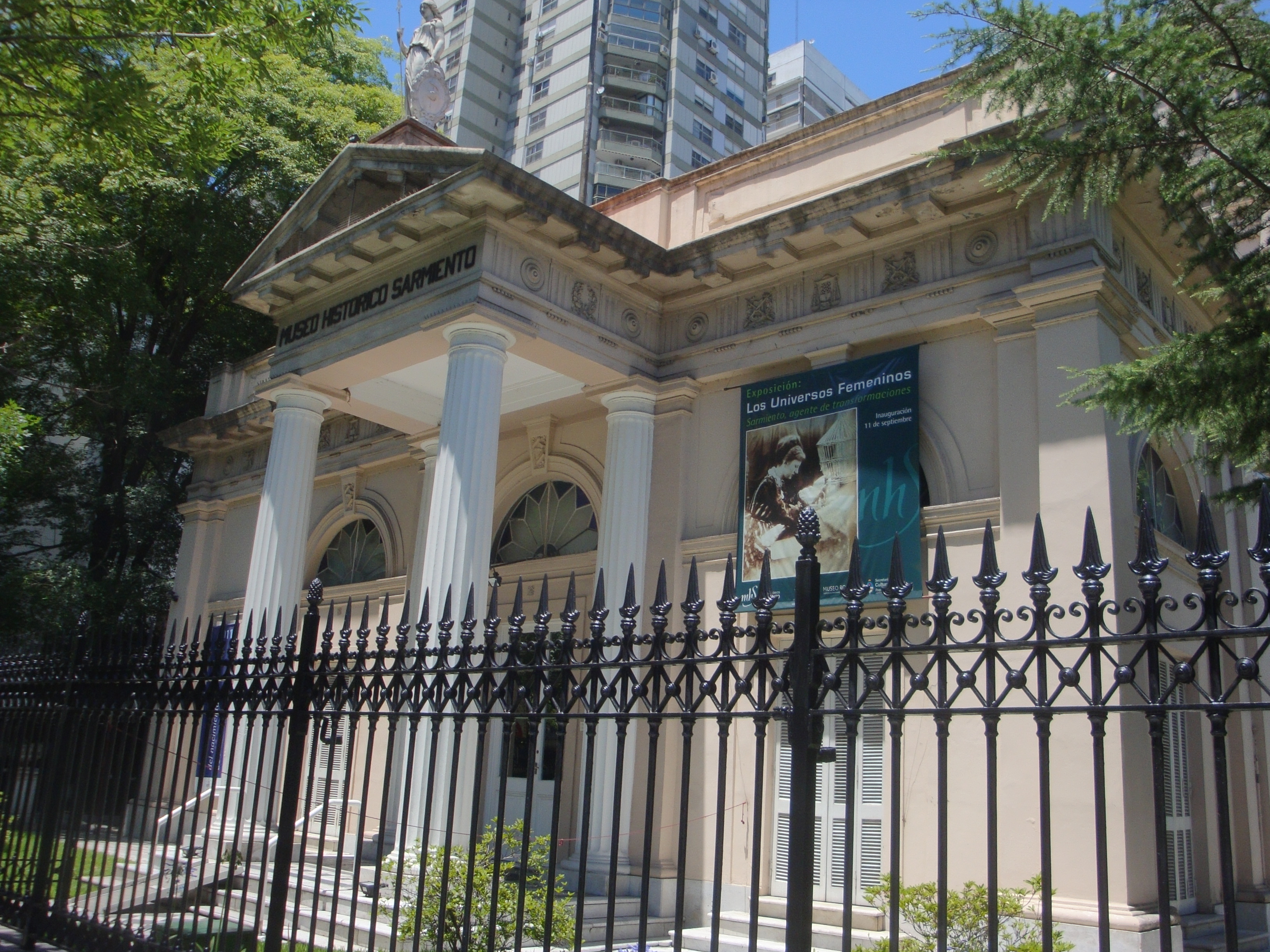
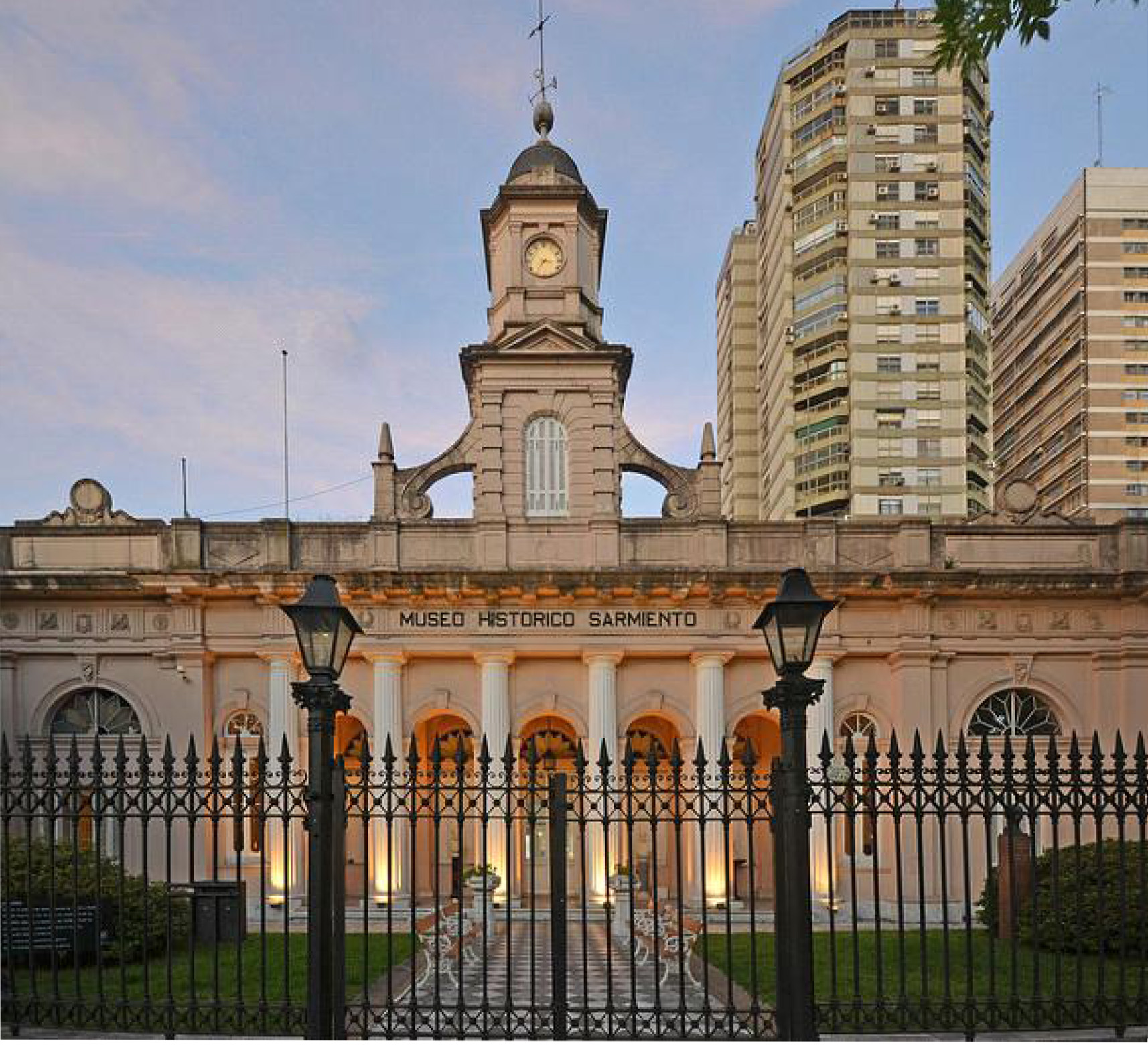